# Ludovic Morin
Pour les articles homonymes, voir Morin.

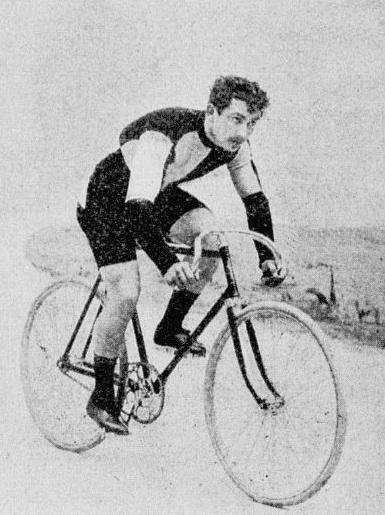
Ludovic Morin en 1899.

Ludovic Morin, né le 25 août 1873 à Saint-Brieuc, mort le 4 septembre 1930 à Cancale, est un coureur cycliste français.
Il courait sur un vélo Peugeot.

## Palmarès
- 1895
  - Grand Prix de Paris
  - Grand Prix d'Angers
  - 2e du Grand Prix de l'UVF
  - 3e du championnat de France de vitesse
- 1896
  - Grand Prix de Paris
  - Grand Prix de Roubaix
- 1897
  - Grand Prix de Paris
  - Grand Prix de l'UVF
- 1898
  -  Champion de France de vitesse
  - Prix de l'Espérance
  - Grand Prix d'Anvers
- 1901
  - 3e du Grand Prix de Reims

## Liens externes

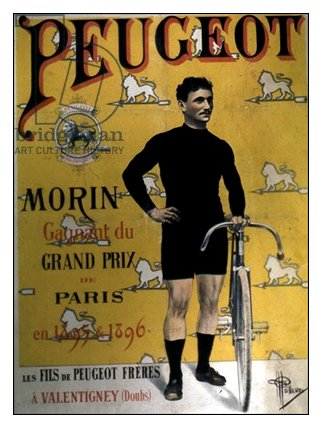
Affiche de Albert Guillaume.